# Sundsvalls Tidning
Sundsvalls Tidning (ST) est un quotidien suédois, publié à Sundsvall.

## Histoire
Le journal a été fondé en 1841 sous le nom de Alfwar och skämt, le premier numéro a été publié le 16 janvier 1841. En 1851, le nom a été changé en Norrländska korrespondenten et le 18 décembre 1873, il a adopté son nom actuel. En 1896, le journal est devenu quotidien, c'est-à-dire qu'il est publié six jours par semaine. ST est devenu un journal dominical en 1943. Le premier numéro du dimanche a été publié le 27 novembre 1943.
En 1975, Sundsvalls Tidning a acheté Örnsköldsviks Allehanda. En 1985, Sundsvalls Tidning et Örnsköldsviks Allehanda ont été rachetés par la Fondation Gefle Dagblad. Les anciens propriétaires de ST/ÖA, les familles Alström et Wide, ont d'abord conservé la majorité des voix et le groupe GD est ensuite devenu Mittmedia.
Sundsvalls Tidning a été le premier en Suède, et le deuxième au monde, à tester un journal pour tablettes électroniques.